# Castelo de Porto de Mós

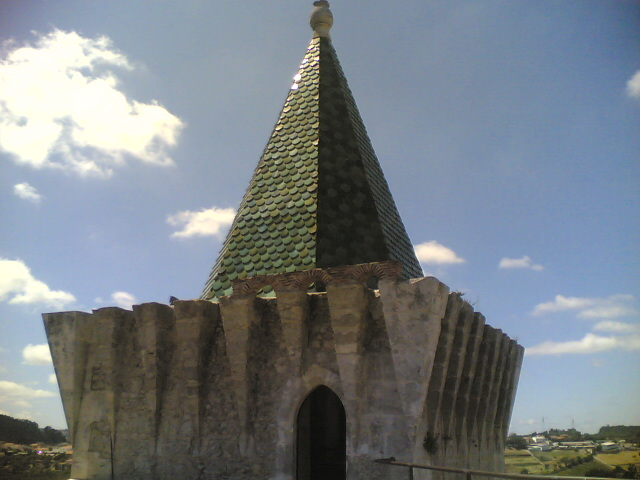
Castelo de Porto de Mós, Portugal: detalhe de um coruchéu.

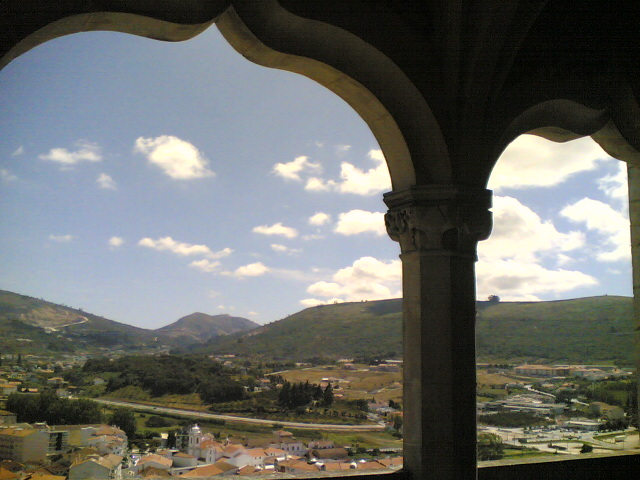
Castelo de Porto de Mós: detalhe de uma janela.

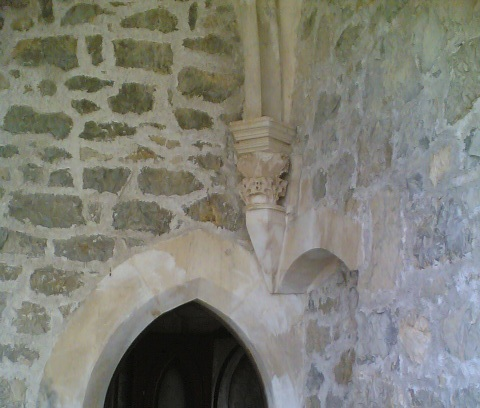
Castelo de Porto de Mós: detalhe de uma abóboda.

O Castelo de Porto de Mós, também referido como Castelo de D. Fuas Roupinho, localiza-se na freguesia de Porto de Mós - São João Baptista e São Pedro, na vila de Porto de Mós, no distrito de Leiria, em Portugal.
Erguido sobre um outeiro, em posição dominante sobre a povoação, o seu nome está ligado ao de D. Fuas Roupinho, imortalizado nos versos de Luís de Camões e na Lenda da Nazaré.
O Castelo de Porto de Mós está classificado como Monumento Nacional desde 1910.

## História

### Antecedentes
Acredita-se que a ocupação do sítio remonte à pré-história, conforme fragmentos de cerâmica resgatados pela pesquisa arqueológica. Do período da ocupação romana, de quando se crê date a primeira defesa da povoação, foram recolhidas moedas e identificadas inscrições latinas em duas cantarias. Essa primitiva defesa teria sido aumentada nos séculos seguintes, sucessivamente por Visigodos e Muçulmanos.

### O castelo medieval
À época da Reconquista cristã da Península Ibérica, tendo as forças de D. Afonso Henriques (1112-85) avançado até à linha do rio Tejo, Porto de Mós tornou-se um ponto estratégico na defesa de Leiria e de Coimbra. Conquistada em 1148, a tradição refere como seu Alcaide o ilustre D. Fuas Roupinho. Pouco tempo mais tarde os mouros reconquistaram este castelo, tendo D. Fuas logrado a fuga para retomá-lo em seguida, com reforços, definitivamente.
Com o incentivo ao povoamento sob o reinado de D. Sancho I (1185-1211), a povoação prosperou, tendo a sua defesa recebido importantes obras de beneficiação. Ciosa de seus direitos e deveres, foi uma das raras localidades portuguesas que se constituíram em Concelho por iniciativa própria, independentemente da concessão de Carta de Foral. Novas obras foram promovidas durante o reinado de D. Dinis (1279-1325), que lhe outorgou foral (1305), quando se iniciou a sua adaptação à função de residência senhorial.
No contexto da crise de 1383-1385, a povoação e o seu castelo tomaram o partido do Mestre de Avis. As forças portuguesas, sob o comando do soberano, aqui acamparam a caminho da batalha de Aljubarrota (1385). A povoação, o castelo e seus domínios integraram a ampla doação de terras e direitos feita pelo soberano ao Condestável, D. Nuno Álvares Pereira. Por falecimento deste, foram legados em testamento à sua filha e genro, os primeiros duques de Bragança. Em meados do século XV, o filho do 1.º duque de Bragança, D. Afonso, 4.° conde de Ourém e 1.° marquês de Valença, interessando-se por várias vilas destes domínios, foi o responsável por várias melhorias em Porto de Mós, entre as quais a transformação do seu castelo medieval em um solar renascentista, projeto que os seus descendentes conservaram e ampliaram.

### Do terramoto de 1755 aos nossos dias
A estrutura defensiva do castelo foi severamente danificada pelo terramoto de 1755 e, novamente, em menor grau, pelo de 1909, comprometendo em particular o alçado norte.
No século XX, foi classificado como Monumento Nacional por Decreto publicado em 23 de Junho de 1910. A intervenção do poder público só se fez sentir, entretanto, a partir da década de 1960, por iniciativa da Direcção-Geral dos Edifícios e Monumentos Nacionais (DGEMN). Uma nova campanha de intervenção e restauro teve lugar a partir de 2001.

## Características
O castelo-solar de Porto de Mós apresenta planta pentagonal irregular, em estilo gótico e renascentista. Os seus panos de muralhas são reforçados, nos ângulos, por cinco torres. As duas, pelo lado sul, são encimadas por coruchéus piramidais verdes, estando as três restantes danificadas. Os parapeitos das torres e cortinas são reforçados por uma série de mísulas, outrora rematadas por ameias. A fachada sul apresenta uma combinação de elementos arquitectónicos do gótico quatrocentista. Duas torres com janelas flanqueiam-na, dispondo-se no espaço entre ambas uma varanda dupla com abóbadas de aresta, composta por arcos conopiais misulados, interrompida ao centro por um contraforte saliente. Vários elementos escultóricos enriquecem esta área e dependências palacianas anexas. No piso térreo rasga-se um amplo portal. Intramuros, observa-se um átrio arruinado que era formado por um pórtico com colunas e pilastras renascentistas, tendo ao centro os muros facetados da cisterna. Portas e janelas rectangulares e ogivais, bem assim como outros elementos construtivos e decorativos, revelam a coexistência de estilos, bem como similaridades com o Paço de Ourém.